# Conrad Jantjes

a Compétitions nationales et continentales officielles uniquement.

b Matchs officiels uniquement.
Dernière mise à jour le 28 novembre 2018.
Conrad Alcon Jantjes, né le 24 mars 1980 à Boksburg (Afrique du Sud), est un joueur de rugby à XV qui a joué avec l'équipe d'Afrique du Sud. Il évolue au poste d'arrière ou d'ailier (1,83 m pour 92 kg).

## Carrière

### En équipe nationale
Il a disputé son premier test match le 30 juin 2001 contre l'équipe d'Italie. Son dernier test match fut contre l'équipe d'Angleterre, le 22 novembre 2008.

## Palmarès
- 24 test matchs avec l'équipe d'Afrique du Sud
- 22 points (4 essais, 1 transformation)
- Test matchs par année : 8 en 2001, 2 en 2005, 1 en 2007 et 13 en 2008.